# 닭발

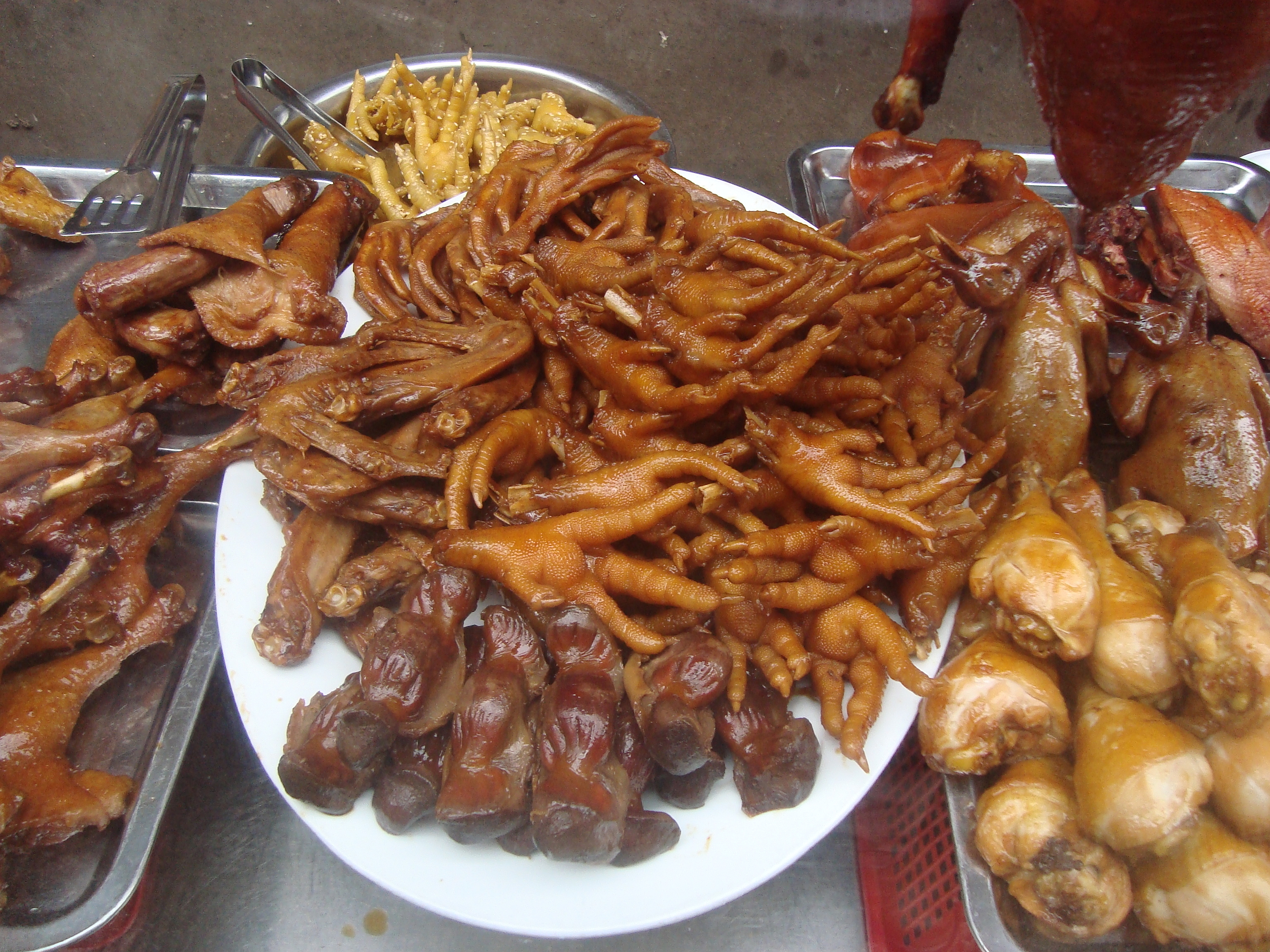
중화인민공화국 하이난성 하이커우 시의 노점상에서 판매중인 닭발

닭발은 닭의 발로, 중국, 한국, 베트남, 필리핀, 인도네시아, 트리니다드 토바고, 자메이카, 남아프리카 공화국, 페루, 멕시코 요리 등에서 자주 쓰인다.

## 한국 요리

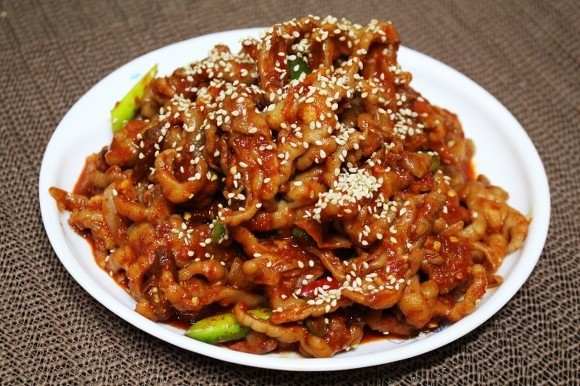
닭발볶음

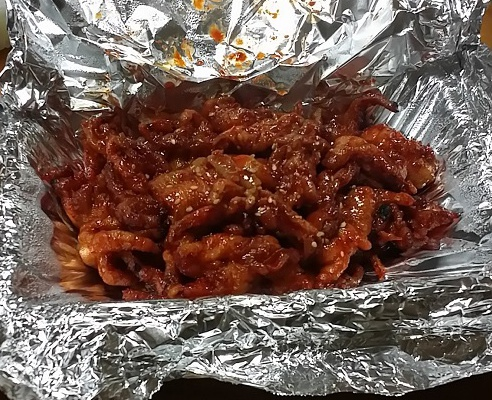
뼈없는 닭발(무뼈닭발).

술안주로 주로 애용되며 매운닭발, 무뼈닭발, 간장닭발, 닭발볶음, 국물닭발 등 다양한 닭발요리가 있다. 그리고 닭발은 보통 맵게 만든다. 2010년대 이후에는 다소 혐오감을 주는 닭발의 뼈를 벗겨내는 무뼈닭발이 인기를 끌고 있다.

## 세계속의 닭발 요리

### 중국 요리
중국어로는 펑좌(중국어 간체자: 凤爪, 정체자: 鳯爪, 병음: fèng zhuǎ), 지 자오(중국어 간체자: 鸡爪, 정체자: 鷄爪, 병음: jī zhǎo) 또는 지 쟈오(중국어 정체자: 雞脚, 병음: jī jiǎo)라고 부른다.
광둥과 홍콩에서는 주로 처음에 오랫동안 튀기거나 쪄서 부풀어 오르게 만든다. 그 후 두시(豆豉)나 된장, 설탕 혹은 전복 소스를 이용해 스튜로 끓이거나 시머링한다.

### 동유럽
러시아, 우크라이나, 루마니아, 몰도바 등에서는 닭발로 아스픽을 만든다. 아스픽을 만들기 위해 닭발을 씻은 후, 양념한 후, 야채와 함께 삶아서 식힌다. 다리를 항상 먹는 것은 아니지만 닭고기는 젤라틴 함량이 높기 때문에 다리와 함께 요리한다.